# Charlie Haas
Pour les articles homonymes, voir Haas.
Charlie Haas est un catcheur professionnel américain, né à Edmond, Oklahoma, le 27 mars 1972.

## Carrière

### Circuit Indépendant
Charlie Haas faisait régulièrement équipe avec son frère Russ pour plusieurs fédération indépendante, notamment la East Coast Wrestling Association de Jim Kettner avant de signer à la World Wrestling Entertainment. Ils commencèrent dans les territoires de développement comme la Heartland Wrestling Association et la Ohio Valley Wrestling (OVW). Russ décéda d'une attaque cardiaque le 15 décembre 2001 à l'âge de 27 ans, Son frère lui rendit hommage en utilisant le nom de R.C. Haas (Russ-Charlie) avant d'intégrer les rosters de la WWE.

### World Wrestling Entertainment (2002-2005)
Haas débuta à la WWE à SmackDown le 26 décembre 2002 en tant que heel avec Shelton Benjamin où ils formèrent la Team Angle.
Il gagna deux fois le titre de champion par équipe avec Shelton benjamin en 2003 à Smackdown face au Los Guerreros (Eddie Guerrero et Chavo Guerrero).
En 2004, Shelton benjamin se retrouvait drafté à RAW. Charlie Hass se trouvait un nouveau partenaire "Rico" avec qui il gagna le titre par équipe pour la troisième fois. Il gardait quelques mois le titre avant de le perdre.
Il continua à combattre contre divers catcheurs de Smackdown.
En 2005, la WWE mettait fin à son contrat.

### Retour à la World Wrestling Entertainment (2005-2009)

#### Compétition en solo (2005-2006)
Charlie Haas fait son retour à RAW en affrontant son ancien partenaire Shelton Benjamin. Lors d'un épisode de WWE Raw, il bouscule involontairement Lilian Garcia en la faisant tomber du ring lors de son entrée.

#### Retour de la World's Greatest Tag Team (2006-2007)
Il fit partie de la World Greatest Tag Team (WGTT) avec Shelton Benjamin, mais ce dernier est drafté à la ECW et l'équipe est alors dissoute.

#### Gimmicks variées (2008)

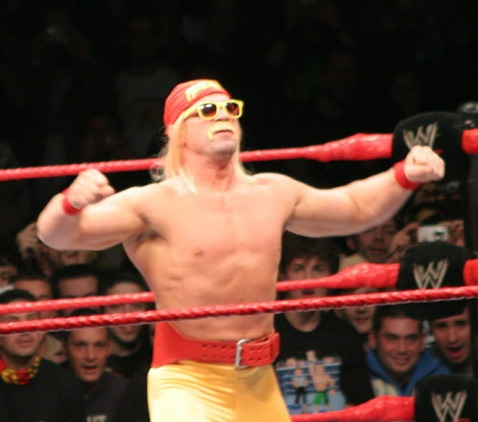
Charlie Haas imitant Hulk Hogan en 2008.

Depuis fin août 2008, Charlie Haas apparait régulièrement à Raw en imitant d'autres superstars.
Le 27 septembre 2008 à Paris, Charlie Haas arrive sur le ring déguisé en Jim Duggan avec un drapeau américain et le véritable Jim Duggan arrive à son tour avec un drapeau français.
Le 15 avril il est drafté à Smackdown. Le 8 mai, il perd contre Johnny Morrison et fait un heel turn.
Le 15 mai, il perd un match avec Shelton Benjamin face à John Morrison et CM Punk mais reforme ainsi la World Greatest Tag Team. Mais la World Greatest Tag Team s'achève quand Shelton est drafté à la ECW.

#### SmackDown et départ (2009)
Depuis qu'il a été drafté à SmackDown, il enchaine les défaites et sert en tant que jobber. 
Lors d'un show de WWE Superstars, il perd un match en faisant équipe avec Mike Knox face à Cryme Tyme. Le 28 février 2010, il quitte la WWE.
Charlie Haas s'est récemment exprimé sur le décès de Lance Cade :
"J'étais l'un des porteurs de cercueil lors de ses funérailles. Ce fut une année difficile pour moi. Les deux personnes qui étaient avec moi lorsque j'ai retrouvé mon frère mort étaient Umaga et Lance Cade. Ils étaient avec moi le 14 décembre 2001 lorsque j'ai trouvé Russ mort dans son appartement. Et là, je vois que mes deux meilleurs amis sont partis. Ça craint."

### Fédérations indépendantes (2010-2013)

#### New Japan Pro Wrestling (2011)
Lors de Attack on the East Coast Nuit 1, lui et Rhino battent Hiroshi Tanahashi et Togi Makabe. Lors de Attack on the East Coast Nuit 2, il perd contre Hiroshi Tanahashi et ne remporte pas le IWGP Heavyweight Championship. Lors de Attack on the East Coast Nuit 2, lui, Tiger Mask, Kazuchika Okada et Josh Daniels perdent contre Shinsuke Nakamura, Yujiro Takahashi, Jado et Gedo.
Lors de Attack on the East Coast Nuit 1, lui et Rhino battent Hiroshi Tanahashi et Togi Makabe. Lors de Attack on the East Coast Nuit 2, il perd contre Hiroshi Tanahashi et ne remporte pas le IWGP Heavyweight Championship. Lors de Attack on the East Coast Nuit 2, lui, Tiger Mask, Kazuchika Okada et Josh Daniels perdent contre Shinsuke Nakamura, Yujiro Takahashi, Jado et Gedo.

#### Familly Wrestling Entertainment (2011)
Le 20 aout, 2011, Haas est devenue le premier FWE Heavyweight Champion en battant Jay Lethal et Eric Young . Il a conservé le championnat pendant quatre mois avant de le perdre à Eric Young le 17 décembre

#### Ring Of Honor (2010-2013)
Il reforme la World's Greatest Tag Team avec Shelton Benjamin et combat à plusieurs occasions lors des PPV de la ROH, face aux Bravado Brothers et aux All Night Express. En 2011, ils deviennent réguliers du roster de la ROH. Lors du 9th Anniversary Show, lui et Shelton Benjamin battent The Briscoe Brothers et deviennent challenger no 1 aux ROH World Tag Team Championship. Le 1er avril il devient avec Shelton Benjamin champion par équipe. Lors de Revolution États-Unis, lui et Shelton Benjamin battent Kyle O'Reilly et Adam Cole. Lors de Supercard of Honor IV, il perd contre Davey Richards.
Lors de In Charlotte, lui et Shelton Benjamin battent The Bravado Brothers. Lors de Death before Dishonor, il bat Michael Elgin. Lors de Final Battle, Shelton Benjamin et lui battent Rhett Titus et BJ Whitmer dans un Street Fight Match. Lors de 11th Anniversary, il perd contre BJ Whitmer dans un No Holds Barred Match par décision de l'arbitre.

### Retraite des rings (2013)
Le 30 mars 2013 à un show de la Ring Of Honor il annonce sa retraite, devant le public présent.
Cette annonce est réaffirmée sur son compte Twitter en ajoutant qu'il est temps pour lui de s'occuper de ses quatre enfants.

### Impact Wrestling (2022-...)
Le 13 janvier 2022, il fait ses débuts à Impact Wrestling en défiant et attaquant Josh Alexander.

## Vie personnelle
Le 10 juin 2005, il épouse Jackie Gayda (une ancienne lutteuse). Le 5 mai 2006 il est annoncé sur WWE.com que le couple attendaient leur premier enfant. Ils eurent une fille née le 14 décembre 2006, ils la nommèrent Kayla Jacquelyn Haas. Le 17 septembre 2008 ils eurent leurs deuxième fille, qu'ils appelèrent Taylor Suzanne. Le 1er juin 2010 ils eurent un fils qu'ils appelèrent Thomas Russell Haas. Le 23 juillet 2012 Charlie Haas a annoncé la naissance de son second fils.

## Palmarès
- Ballpark Brawl

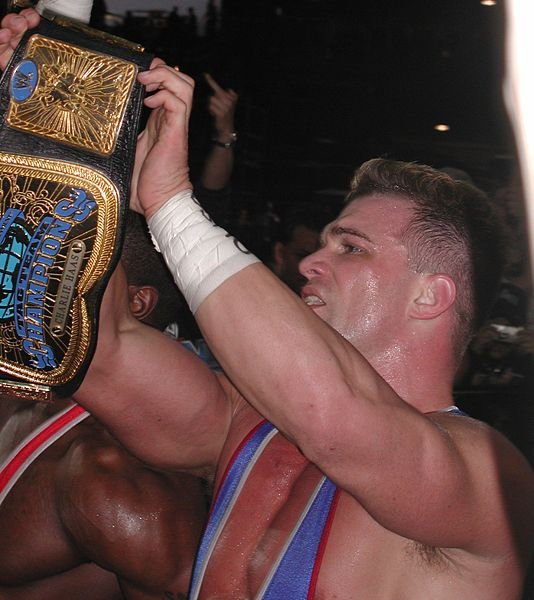
Haas avec la ceinture de Champion par équipe de la WWE.

  - Natural Heavyweight Championship (1 fois)

- Combat Zone Wrestling
  - CZW World Tag Team Championship (1 fois) avec Russ Haas

- East Coast Wrestling Association
  - ECWA Tag Team Championship (1 fois) avec Russ Haas
  - ECWA Hall of Fame (2004)

- Family Wrestling Entertainment
  - FWE Heavyweight Championship(1 fois)

- Heartland Wrestling Association
  - HWA Heavyweight Championship (1 fois)

- Insane Hardcore Wrestling Entertainment
  - 1 fois IHWE California West Coast Heavyweight Champion
  - 2 fois IHWE DFW Champion
  - 1 fois IHWE Heavyweight Champion
  - 1 fois IHWE Triple Crown Champion

- Jersey All Pro Wrestling
  - 1 fois JAPW New Jersey State Champion
  - 2 fois JAPW Tag Team Champion avec Russ Haas
  - JAPW Hall of Fame (2007)

- Memphis Championship Wrestling
  - MCW Southern Tag Team Championship (3 fois) avec Russ Haas[3]

- NWA Branded Outlaw Wrestling
  - 1 fois NWA BOW Heavyweight Champion

- NWA Southwest
  - 1 fois NWA Texas Heavyweight Champion

- NWA Texoma
  - 2 fois NWA Texoma Heavyweight Champion
  - 1 fois NWA Texoma Tag Team Champion avec Dane Griffin

- Ohio Valley Wrestling
  - Danny Davis Invitational Tag Team Tournament (2015) avec Shelton Benjamin

- Old School Wrestling
  - 1 fois Osw World Heavyweight Champion

- Pennsylvania Championship Wrestling
  - PCW Tag Team Championship (1 fois) avec  Russ Haas

- Phoenix Championship Wrestling
  - Russ Haas Memorial Tag Team Tournament (2002) avec Nova

- Pro Wrestling Illustrated
  - PWI Tag Team of the Year (2003) avec Shelton Benjamin[4]
  - Classé 25e des 500 meilleurs catcheurs en 2003[5]

- Ring of Honor
  - ROH World Tag Team Championship (2 fois) avec Shelton Benjamin

- Southwest Wrestling Entertainment
  - 1 fois SWE Heavyweight Champion (actuel)
  - 1 fois SWE Six Man Tag Team Champion avec Rodney Mack et Max Castellanos (actuel)

- Top Of Texas Pro Wrestling
  - Dennis Stamp Tag Team Hero's Cup (2017) avec Phoenix

- Texas Outlaw Promotion
  - 1 fois TOP Heavyweight Champion

- World Wrestling Entertainment
  - WWE Tag Team Champion (3 fois) avec Shelton Benjamin (2) et Rico (1)[6]
  - Slammy Award pour la meilleure imitation (« The GlamaHaas ») en 2008

- WrestleForce
  - 1 fois WrestleForce World Heavyweight Champion